# Superligaen 2017-2018
La Superligaen 2017-2018 è stata la 105ª edizione della massima serie del campionato danese di calcio e 28ª come Superligaen. 
Il Midtjylland ha vinto il campionato per la seconda volta nella sua storia.

## Stagione

### Novità
Al termine della stagione 2016-2017, l'Esbjerg e il Viborg sono state retrocesse in 1. Division. Al loro posto sono approdate in massima serie l'Hobro e l'Helsingør.

### Formula
Le 14 squadre partecipanti si affrontano in gironi di andata-ritorno e i successivi play-off e play-out. 
La pausa invernale è iniziata l'11 dicembre 2017 ed è finita l'11 febbraio 2018.
Il campionato danese si divide sostanzialmente in 2 fasi: la prima fase, in cui ogni squadra gioca 26 partite (sono 14 squadre e ognuna gioca andata e ritorno) e la seconda fase, divisa a sua volta in play-off e in play-out. Al termine della stagione solo la squadra campione si qualificherà per il secondo turno preliminare della UEFA Champions League 2018-2019. Le squadre classificate al secondo e al terzo posto si qualificheranno rispettivamente per il secondo e per il primo turno di qualificazione della UEFA Europa League 2018-2019. Dopo i play-off e i Play-out si saprà la terza squadra che approderà  in UEFA Europa League 2018-2019 e quelle retrocesse in 1. Division.

## Squadre partecipanti
| Club         | Stagione | Città          | Stadio                    | Stagione 2015-16         |
| ------------ | -------- | -------------- | ------------------------- | ------------------------ |
| Aalborg      | dettagli | Aalborg        | Aalborg Portland Park     | 8º posto in Superligaen  |
| Aarhus       | dettagli | Aarhus         | Atletion                  | 12º posto in Superligaen |
| Brøndby      | dettagli | Brøndby        | Brøndby Stadion           | 2º posto in Superligaen  |
| Copenaghen   | dettagli | Copenaghen     | Parken Stadium            | Campione di Danimarca    |
| Helsingør    | dettagli | Helsingør      | Helsingør Stadion         | 3º posto in 1.Division   |
| Hobro        | dettagli | Hobro          | DS Arena                  | 1º posto in 1.Division   |
| Horsens      | dettagli | Horsens        | CASA Arena Horsens        | 10º posto in Superligaen |
| Lyngby       | dettagli | Lyngby-Taarbæk | Stadio Lyngby             | 3º posto in Superligaen  |
| Midtjylland  | dettagli | Herning        | MCH Arena                 | 4º posto in Superligaen  |
| Nordsjælland | dettagli | Farum          | Farum Park                | 5º posto in Superligaen  |
| Odense       | dettagli | Odense         | Stadio Fionia Park        | 11º posto in Superligaen |
| Randers      | dettagli | Randers        | Stadio Essex Park Randers | 7º posto in Superligaen  |
| Silkeborg    | dettagli | Silkeborg      | MASCOT Park               | 9º posto in Superligaen  |
| SønderjyskE  | dettagli | Haderslev      | Haderslev Fodboldstadion  | 6º posto in Superligaen  |

## Allenatori e primatisti
Sono tre le squadre che hanno cambiato allenatore durante la stagione. L'Aarhus, il Lyngby e il Randers.
| Squadra      | Allenatore                                                          | Giocatore più presente                                  | Cannoniere                                               | Uomo assist                               |
| ------------ | ------------------------------------------------------------------- | ------------------------------------------------------- | -------------------------------------------------------- | ----------------------------------------- |
| Aalborg      | Morten Wieghorst                                                    | Jannik Pohl (19)                                        | Jannik Pohl (5)                                          | Édison Flores (3)                         |
| Aarhus       | Glen Riddersholm (1ª-11ª giornata) David Nielsen (11ª- giornata)    | Pierre Kanstrup Tobias Sana Jakob Ankersen (19)         | Morten Rasmussen (4)                                     | Mustafa Amini (3)                         |
| Brøndby      | Alexander Zorniger                                                  | 6 giocatori (19)                                        | Besar Halimi Teemu Pukki (7)                             | Hany Mukhtar (7)                          |
| Copenaghen   | Ståle Solbakken                                                     | Michael Lüftner Robin Olsen Andrija Pavlović (19)       | Pieros Sōtīriou (8)                                      | Rasmus Falk Jensen Nicolaj Thomsen (3)    |
| Helsingør    | Christian Lönstrup                                                  | Sören Henriksen MIkkel Fossum Basse (19)                | Nicolas Mortensen (3)                                    | Ricki Olsen (2)                           |
| Hobro        | Thomas Thomasberg                                                   | 6 giocatori (19)                                        | Pål Alexander Kirkevold (13)                             | Yaw Amankwah Vito Hammershøy-Mistrati (3) |
| Horsens      | Bo Henriksen                                                        | Kjartan Finnbogason Jonas Thorsen Alexander Ludwig (19) | 4 giocatori (4)                                          | Jonas Thorsen (3)                         |
|              | David Nielsen (1ª-10ª giornata) Thomas Nörgaardn (10ª- giornata)    | Bror Blume (19)                                         | Mayron George (7)                                        | Mikkel Rygaard Jensen (6)                 |
| Midtjylland  | Jess Thorup                                                         | 4 giocatori (19)                                        | Alexander Sørloth (10)                                   | Jakob Poulsen (9)                         |
| Nordsjælland | Kasper Hjulmand                                                     | 6 giocatori (19)                                        | Emiliano Marcondes (17)                                  | Emiliano Marcondes (8)                    |
| Odense       | Kent Nielsen                                                        | Sten Grytebust (19)                                     | Anders Jacobsen (7)                                      | Ryan Laursen (3)                          |
| Randers      | Ólafur Kristjánsson (1ª-11ª giornata) Ricardo Moniz (11ª- giornata) | Hannes Thór Halldórsson Saba Lobjanidze (19)            | Nikola Đurđić Joni Kauko Saba Lobjanidze Erik Marxen (2) | Saba Lobjanidze (3)                       |
| Silkeborg    | Peter Sörensen                                                      | Jens Martin Gammelby Robert Skov (19)                   | Davit Skhirtladze (5)                                    | Robert Skov (5)                           |
| SønderjyskE  | Claus Nörgaard                                                      | Sebastian Mielitz (19)                                  | Kees Luijckx Christian Jakobsen Mikael Uhre (5)          | Christian Jakobsen (6)                    |

## Prima fase

### Formula
La prima fase della Superligaen è molto simile alla nostra serie A: ogni squadra affronta le altre 13 in casa e in trasferta, per un totale di 26 partite giocate da ogni squadra e 364 partite giocate in questa prima fase. Le prime 6 squadre in classifica avanzano alla seconda fase, nei play-off, mentre quelle rimaste avanzano sempre nella seconda fase, ma dalla parte dei play-out.
I play-out si dividono in altri 2 gironcini, il girone A e il girone B, che di seguito troverete spiegati meglio. Il Brøndby e il Midtjylland hanno vinto questa prima fase ottenendo 60 punti ciascuno, la prima squadra con 18 vittorie, 6 pareggi e 2 sconfitte, mentre la seconda squadra con ben 19 vittorie, 3 pareggi e 4 sconfitte. Al terzo posto, staccato dalle prime due da ben 10 punti, troviamo il Nordsjælland con 50 punti e al quarto posto a 44 punti il Copenaghen. Al quinto posto con 36 punti abbiamo l'Aalborg e a 35 punti troviamo la sorpresa Horsens, appena promosso dalla 1. Division. Queste prime 6 squadre sono qualificate ai play-off, mentre la settima, la decima, l'undicesima e la quattordicesima (rispettivamente l'Hobro, l'Aarhus, il Silkeborg e l'Helsingør) passano al girone A dei play-out e l'ottava, la nona, la dodicesima e la tredicesima (il SønderjyskE, l'Odense, il Lyngby e il Randers) passano al Girone B.

### Classifica
|  | Pos. | Squadra      | Pt | G  | V  | N  | P  | GF | GS | DR  |
|  | ---- | ------------ | -- | -- | -- | -- | -- | -- | -- | --- |
|  | 1.   | Brøndby      | 60 | 26 | 18 | 6  | 2  | 58 | 24 | +34 |
|  | 2.   | Midtjylland  | 60 | 26 | 19 | 3  | 4  | 60 | 29 | +31 |
|  | 3.   | Nordsjælland | 50 | 26 | 15 | 5  | 6  | 62 | 41 | +21 |
|  | 4.   | Copenaghen   | 44 | 26 | 13 | 5  | 8  | 50 | 33 | +17 |
|  | 5.   | Aalborg      | 36 | 26 | 8  | 12 | 6  | 28 | 27 | +1  |
|  | 6.   | Horsens      | 35 | 26 | 7  | 14 | 5  | 32 | 34 | -2  |
|  | 7.   | Hobro        | 32 | 26 | 8  | 8  | 10 | 33 | 33 | 0   |
|  | 8.   | SønderjyskE  | 31 | 26 | 8  | 7  | 11 | 36 | 34 | +2  |
|  | 9.   | Odense       | 31 | 26 | 8  | 7  | 11 | 32 | 31 | +1  |
|  | 10.  | Aarhus       | 29 | 26 | 7  | 8  | 11 | 23 | 36 | -13 |
|  | 11.  | Silkeborg    | 28 | 26 | 8  | 4  | 14 | 32 | 49 | -17 |
|  | 12.  | Lyngby       | 21 | 26 | 4  | 9  | 13 | 31 | 53 | -22 |
|  | 13.  | Randers      | 20 | 26 | 4  | 8  | 14 | 23 | 46 | -23 |
|  | 14.  | Helsingør    | 20 | 26 | 6  | 2  | 18 | 22 | 52 | -30 |

Legenda:
      ammesse ai play-off campione di Danimarca
      Ammesse al girone A dei play-out
      Ammesse al girone B dei play-out
Note:

Tre punti a vittoria, uno a pareggio, zero a sconfitta.

### Risultati
|              | Aal  | Aar  | Bro  | Cop  | Hel  | Hob  | Hor  | Lyn  | Mid  | Nor  | Ode  | Ran  | Sil  | Son  |
| ------------ | ---- | ---- | ---- | ---- | ---- | ---- | ---- | ---- | ---- | ---- | ---- | ---- | ---- | ---- |
| Aalborg      | –––– | 0-0  | 1-1  | 1-1  | 1-0  | 1-1  | 1-1  | 3-1  | 0-1  | 1-1  | 0-2  | 4-0  | 2-1  | 1-4  |
| Aarhus       | 0-0  | –––– | 2-0  | 0-1  | 0-0  | 2-0  | 1-2  | 0-2  | 0-3  | 1-4  | 0-0  | 1-4  | 3-1  | 0-0  |
| Brøndby      | 0-0  | 2-2  | –––– | 1-0  | 6-1  | 2-1  | 2-0  | 5-3  | 4-0  | 4-2  | 2-1  | 3-1  | 4-1  | 4-0  |
| Copenaghen   | 1-1  | 4-0  | 0-1  | –––– | 4-3  | 0-0  | 1-1  | 5-1  | 4-3  | 1-3  | 1-0  | 5-1  | 4-0  | 3-2  |
| Helsingør    | 0-1  | 1-5  | 0-1  | 0-4  | –––– | 0-1  | 0-2  | 2-1  | 2-1  | 1-0  | 0-2  | 2-0  | 2-0  | 1-2  |
| Hobro        | 0-1  | 0-1  | 1-2  | 0-2  | 2-1  | –––– | 1-1  | 3-0  | 1-2  | 4-0  | 1-1  | 2-0  | 1-1  | 3-2  |
| Horsens      | 0-0  | 1-1  | 1-1  | 1-1  | 2-0  | 2-2  | –––– | 4-1  | 0-2  | 2-2  | 0-0  | 1-1  | 1-0  | 2-1  |
| Lyngby       | 1-2  | 0-0  | 1-3  | 3-1  | 3-1  | 0-3  | 1-1  | –––– | 2-2  | 1-4  | 1-1  | 1-3  | 2-1  | 1-1  |
| Midtjyalland | 4-1  | 4-0  | 0-1  | 3-1  | 2-1  | 5-1  | 4-2  | 1-1  | –––– | 4-3  | 3-1  | 2-1  | 2-0  | 2-1  |
| Nordsjælland | 3-2  | 1-2  | 3-2  | 3-0  | 1-0  | 3-2  | 6-0  | 2-2  | 1-1  | –––– | 2-1  | 3-2  | 3-1  | 2-2  |
| Odense       | 0-0  | 0-1  | 1-1  | 1-0  | 6-1  | 3-0  | 1-0  | 3-1  | 0-2  | 1-2  | –––– | 3-1  | 1-2  | 0-3  |
| Randers      | 1-1  | 1-0  | 0-0  | 0-3  | 0-0  | 0-0  | 0-1  | 0-0  | 0-4  | 0-3  | 4-1  | –––– | 1-1  | 0-2  |
| Silkeborg    | 3-2  | 2-1  | 1-3  | 1-3  | 4-1  | 0-2  | 2-2  | 1-1  | 1-2  | 2-4  | 1-0  | 3-2  | –––– | 1-0  |
| SønderjyskE  | 0-1  | 3-0  | 1-3  | 3-0  | 1-2  | 1-1  | 2-2  | 1-0  | 0-1  | 2-1  | 2-2  | 0-0  | 0-1  | –––– |

## Seconda fase

### Play-off
Si qualificano a questa fase le sei migliori classificate della prima fase, e da qui si decreterà il campione di Danimarca, chi si qualifica al secondo turno preliminare di Champions League 2018-2019, al primo turno di qualificazione dell'Europa League 2018-2019 e chi disputerà la finale dello spareggio per l'Europa League 2018-2019.
I punti sono conteggiati come una continuazione della prima fase: ogni squadra affronta le altre 5 in casa e in trasferta, ma i punti sono gli stessi che le squadre avevano nella prima fase.
Quindi, ad esempio, il Brøndby ha ottenuto 81 punti in un totale di 36 partite. Se si vuole sapere invece quanti punti ha fatto solamente nei play-off si può semplicemente fare 81 (i punti "in totale")- 60 (i punti che aveva alla fine della prima fase). Quindi in questo caso il Brøndby sappiamo che ha fatto 21 punti solo nella seconda fase.
Campione di Danimarca è il Midtjylland con 85 punti, seguito dal Brøndby a 81 punti, anche se queste 2 squadre sono staccate molto dalle altre, che cominciano con il Nordsjælland a 59 punti e finiscono con l'Horsens a 40.

#### Classifica
|                      | Pos. | Squadra      | Pt | G  | V  | N  | P  | GF | GS | DR  |
| -------------------- | ---- | ------------ | -- | -- | -- | -- | -- | -- | -- | --- |
| Danimarca (bandiera) | 1.   | Midtjylland  | 85 | 36 | 27 | 4  | 5  | 80 | 39 | +41 |
|                      | 2.   | Brøndby      | 81 | 36 | 24 | 9  | 3  | 82 | 37 | +45 |
|                      | 3.   | Nordsjælland | 59 | 36 | 17 | 8  | 11 | 76 | 58 | +18 |
|                      | 4.   | Copenaghen   | 58 | 36 | 17 | 7  | 12 | 65 | 47 | +18 |
|                      | 5.   | Aalborg      | 45 | 36 | 10 | 15 | 11 | 38 | 44 | -6  |
|                      | 6.   | Horsens      | 40 | 36 | 8  | 16 | 12 | 43 | 57 | -14 |

Legenda:
      Campione di Danimarca e ammessa al secondo turno preliminare di UEFA Champions League 2018-2019
      Ammessa al secondo e al primo turno preliminare di UEFA Europa League 2018-2019
      Ammessa alla finale per lo spareggio per l'UEFA Europa League 2018-2019
Note:

Tre punti a vittoria, uno a pareggio, zero a sconfitta.

#### Risultati
|              | Aal | Brø | Cop | Hor | Mid | Nor |
| ------------ | --- | --- | --- | --- | --- | --- |
| Aalborg      |     | 0-3 | 1-0 | 2-0 | 3-3 | 0-0 |
| Brøndby      | 1-1 |     | 2-1 | 5-1 | 0-1 | 3-1 |
| Copenaghen   | 2-1 | 1-1 |     | 4-1 | 0-2 | 2-1 |
| Horsens      | 2-1 | 2-2 | 2-3 |     | 0-1 | 2-2 |
| Midtjylland  | 3-0 | 2-3 | 3-2 | 1-0 |     | 2-1 |
| Nordsjælland | 3-1 | 3-4 | 0-0 | 2-1 | 1-2 |     |

### Play-out girone A
Si qualificano a questo turno le squadre classificate alla settima, decima, undicesima e quattordicesima piazza nella prima fase. Le ultime due classificate disputeranno le semifinali dei play-out per non retrocedere in 1. Division 2018-2019

#### Classifica
|  | Pos. | Squadra   | Pt | G  | V  | N | P  | GF | GS | DR  |
|  | ---- | --------- | -- | -- | -- | - | -- | -- | -- | --- |
|  | 1.   | Hobro     | 44 | 32 | 12 | 8 | 12 | 41 | 39 | +2  |
|  | 2.   | Aarhus    | 41 | 32 | 11 | 8 | 13 | 35 | 43 | -8  |
|  | 3.   | Silkeborg | 32 | 32 | 9  | 5 | 18 | 39 | 60 | -21 |
|  | 4.   | Helsingør | 27 | 32 | 8  | 3 | 21 | 28 | 61 | -33 |

Legenda:
      Ammesse ai quarti di finale per lo spareggio per l'UEFA Europa League 2018-2019
      Ammesse al primo turno dei play-out play-out
Note:

Tre punti a vittoria, uno a pareggio, zero a sconfitta.

#### Risultati
|           | AAr | Hel | Hob | Sil |
| --------- | --- | --- | --- | --- |
| Aarhus    |     | 2-1 | 0-1 | 2-1 |
| Helsingør | 1-0 |     | 0-1 | 0-0 |
| Hobro     | 1-3 | 4-1 |     | 1-0 |
| Silkeborg | 2-5 | 2-3 | 2-0 |     |

### Play-out girone B
Si qualificano a questo turno le squadre classificate alla ottava, nona, dodicesima e tredicesima piazza nella prima fase. Le ultime due classificate disputeranno le semifinali dei play-out per non retrocedere in 1. Division 2017-2018

#### Classifica
|  | Pos. | Squadra     | Pt | G  | V  | N  | P  | GF | GS | DR  |
|  | ---- | ----------- | -- | -- | -- | -- | -- | -- | -- | --- |
|  | 1.   | Odense      | 42 | 32 | 11 | 9  | 12 | 43 | 37 | +6  |
|  | 2.   | SønderjyskE | 41 | 32 | 11 | 8  | 13 | 42 | 40 | +2  |
|  | 3.   | Randers     | 30 | 32 | 7  | 9  | 16 | 32 | 52 | -20 |
|  | 4.   | Lyngby      | 23 | 32 | 4  | 11 | 17 | 35 | 65 | -30 |

Legenda:
      Ammesse ai quarti di finale per lo spareggio per l'UEFA Europa League 2017-2018
      Ammesse al primo turno dei play-out play-out
Note:

Tre punti a vittoria, uno a pareggio, zero a sconfitta.

#### Risultati
|             | Lyn | Ode | Ran | Søn |
| ----------- | --- | --- | --- | --- |
| Lyngby      |     | 2-2 | 1-3 | 1-1 |
| Odense      | 3-0 |     | 3-0 | 2-1 |
| Randers     | 2-0 | 1-1 |     | 3-0 |
| SønderjyskE | 1-0 | 2-0 | 1-0 |     |

### Qualificazione per l'Europa League
Le qualificazioni per l'Europa League si strutturano ad eliminazione diretta con Quarti, Semifinali e finale. Sono ammesse ai quarti le prime 2 squadre di ognuno dei 2 gironcini dei play-out, che si sfidano in incontri di andata e ritorno. Le vincenti sono ammesse alla semifinale, e la vincente della semifinale (sempre con andata e ritorno) sfida in una finale di sola andata la quarta classificata nel girone play-off.
|  | Quarti di finale | Quarti di finale | Quarti di finale | Quarti di finale |   |        | Semifinali | Semifinali | Semifinali | Semifinali |  |  | Finale     | Finale |  |  |
|  |                  |                  |                  |                  |   |        |            |            |            |            |  |  |            |        |  |  |
|  | Aarhus           | 3                | 3                | 6                |   |        |            |            |            |            |  |  |            |        |  |  |
|  | Odense           | 2                | 2                | 4                |   |        |            |            |            |            |  |  |            |        |  |  |
|  | Odense           | 2                | 2                | 4                |   | Aarhus | 2          | 2          | 4          |            |  |  |            |        |  |  |
|  |                  |                  |                  |                  |   | Aarhus | 2          | 2          | 4          |            |  |  |            |        |  |  |
|  |                  | SønderjyskE      | 2                | 0                | 2 |        |            |            |            |            |  |  |            |        |  |  |
|  | SønderjyskE (gt) | SønderjyskE      | 2                | 0                | 2 | 1      | 2          | 3          |            |            |  |  |            |        |  |  |
|  | SønderjyskE (gt) |                  |                  |                  |   | 1      | 2          | 3          |            |            |  |  |            |        |  |  |
|  | Hobro            | 0                | 3                | 3                |   |        |            |            |            |            |  |  |            |        |  |  |
|  |                  |                  |                  |                  |   |        |            |            |            |            |  |  | Copenaghen | 4      |  |  |
|  |                  |                  | Aarhus           | 1                |   |        |            |            |            |            |  |  |            |        |  |  |

### Finali play-out
La struttura della fase finale dei play-out è abbastanza complessa: ci sono innanzitutto i quarti di finale, a cui sono ammesse le ultime due di ciascuno dei due gironcini dei play-out in cui le squadre si sfidano in incontri di andata e ritorno. I perdenti dei quarti di finale sono ammessi a delle semifinali parallele, in cui le 2 squadre si sfidano sempre 2 volte ma la perdente è retrocessa.
Intanto le vincenti dei quarti di finale sono ammesse alle semifinali, in cui si sfidano sempre 2 volte. La vincente delle semifinali è salva, la perdente è ammessa alla finale. Intanto la vincente della semifinale parallele sfida in andata-ritorno la 2^ nella 1. Division, chi vince va in Superligaen 2018-2019, chi perde va in 1.Division 2018-2019. Infine si arriva all'altra finale (che è sempre in andata-ritorno), quella tra la perdente delle semifinali "normali" e la 3^ nella 1.Division, in cui la perdente va in 1. Division e la vincente va in Superligaen. Il campionato danese, a differenza di quello italiano, non è regolare in fatto di promozioni/retrocessioni: infatti può essere che vengano retrocesse da 1 a 3 squadre o che vengano promosse da 1 a 3 squadre.
|  | Quarti di finale | Quarti di finale | Quarti di finale | Quarti di finale |   |        | Semifinali | Semifinali | Semifinali | Semifinali |  |  | Finale     | Finale |   |   |
|  |                  |                  |                  |                  |   |        |            |            |            |            |  |  |            |        |   |   |
|  | Helsingør        | 1                | 1                | 2                |   |        |            |            |            |            |  |  |            |        |   |   |
|  | Randers          | 1                | 2                | 3                |   |        |            |            |            |            |  |  |            |        |   |   |
|  | Randers          | 1                | 2                | 3                |   | Lyngby | 1          | 1          | 2          |            |  |  |            |        |   |   |
|  |                  |                  |                  |                  |   | Lyngby | 1          | 1          | 2          |            |  |  |            |        |   |   |
|  |                  | Randers          | 2                | 2                | 4 |        |            |            |            |            |  |  |            |        |   |   |
|  | Lyngby           | Randers          | 2                | 2                | 4 | 2      | 2          | 4          |            |            |  |  |            |        |   |   |
|  | Lyngby           |                  |                  |                  |   | 2      | 2          | 4          |            |            |  |  |            |        |   |   |
|  | Silkeborg        | 1                | 2                | 3                |   |        |            |            |            |            |  |  |            |        |   |   |
|  |                  |                  |                  |                  |   |        |            |            |            |            |  |  | Vendsyssel | 1      | 2 | 3 |
|  |                  |                  | Lyngby           | 0                | 1 | 1      |            |            |            |            |  |  |            |        |   |   |

|  | Semifinali | Semifinali | Semifinali | Semifinali |   |           | Finale | Finale | Finale | Finale |  |  |  |  |  |  |
|  |            |            |            |            |   |           |        |        |        |        |  |  |  |  |  |  |
|  | Helsingør  | 1          | 3          | 4          |   |           |        |        |        |        |  |  |  |  |  |  |
|  | Silkeborg  | 1          | 4          | 5          |   |           |        |        |        |        |  |  |  |  |  |  |
|  | Silkeborg  | 1          | 4          | 5          |   | Silkeborg | 1      | 0      | 1      |        |  |  |  |  |  |  |
|  |            |            |            |            |   | Silkeborg | 1      | 0      | 1      |        |  |  |  |  |  |  |
|  |            | Esbjerg    | 0          | 3          | 3 |           |        |        |        |        |  |  |  |  |  |  |

## Statistiche

### Classifica marcatori
| Gol |  |  | Giocatore               | Squadra      |
| --- |  |  | ----------------------- | ------------ |
| 22  |  |  | Pål Alexander Kirkevold | Hobro        |
| 17  |  |  | Emiliano Marcondes      | Nordsjælland |
| 17  |  |  | Teemu Pukki             | Brøndby      |
| 16  |  |  | Ernest Asante           | Nordsjælland |
| 15  |  |  | Anders K. Jacobsen      | Odense       |
| 15  |  |  | Kamil Wilczek           | Brøndby      |
| 14  |  |  | Pieros Sōtīriou         | Copenaghen   |
| 12  |  |  | Federico Santander      | Copenaghen   |
| 12  |  |  | Saba Lobzhanidze        | Randers      |
| 12  |  |  | Mathias Jensen          | Nordsjælland |

### Record
- Maggior numero di vittorie:  Brøndby 24
- Minor numero di vittorie:  Lyngby 4
- Maggior numero di pareggi:  Horsens 15
- Minor numero di pareggi:  Helsingør 2
- Maggior numero di sconfitte:  Helsingør 21
- Minor numero di sconfitte:  Brøndby 2
- Miglior attaccoː  Brøndby 79 gol fatti
- Peggior attacco:   Randers,  Helsingør 25 gol fatti
- Miglior difesa:  Brøndby 33 gol subiti
- Peggior difesa:  Lyngby 58 gol subiti
- Miglior differenza reti:  Brøndby +46
- Peggior differenza reti:  Helsingør -30